# الصمم في جزر ويندوارد
جزر ويندوارد هي مجموعة من الجزر في البحر الكاريبي تشمل دومينيكا، ومارتينيك، وبربادوس، وسانت لوسيا، وسانت فينسنت وجزر غرينادين، وترينيداد وتوباغو، وغرينادا. توجد مجموعة متنوعة من الثقافات والمعتقدات واللغات ووجهات النظر حول الصمم في الجزر.

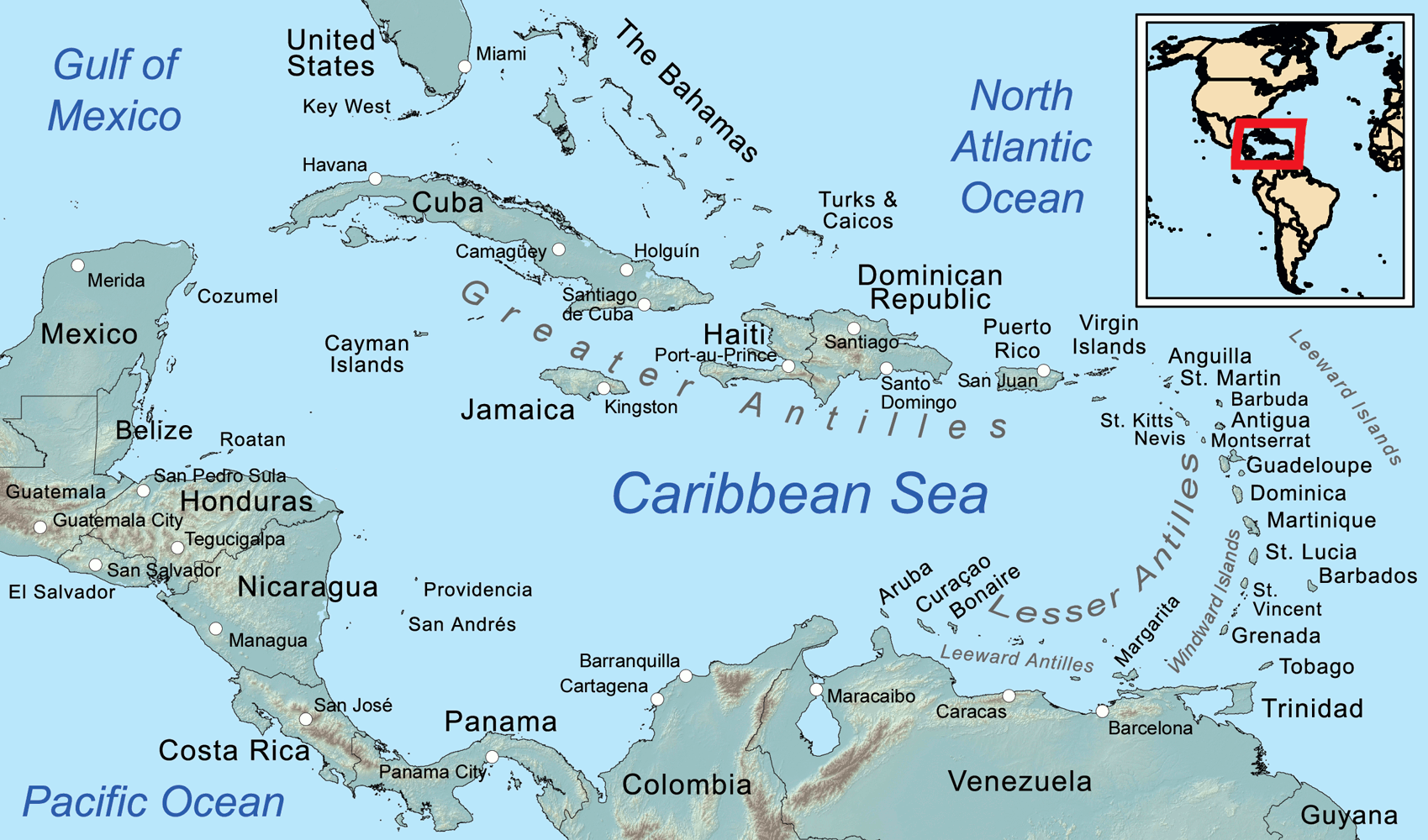
تقع جزر ويندوارد في أسفل يمين الخريطة، فوق يمين فنزويلا

منذ القرنين السادس عشر والسابع عشر، شهدت جزر ويندوارد تطورًا لغويًا متنوعًا، حيث نشأت فيها لغات متعددة تشمل الرسمية وغير الرسمية، وغالبًا ما تكون الأخيرة من اللغات الأصلية. ويتحدث العديد من سكان الجزر لغات كريولية، تعكس هذا التنوع اللغوي. وتضم جزر ويندوارد عددًا من اللغات الأصلية والكريولية التي نشأت نتيجة تفاعل لغات متعددة. عادةً ما تنشأ اللغات الكريولية من مزيج لغوي متنوع، يجمع بين عناصر من عدة لغات. وتُشتق الكريول المستخدمة في المنطقة من اللغة البيجنية، وهي شكل مبسّط من اللغة، يُستخدم للتواصل بين أشخاص لا يتشاركون لغة مشتركة.
هناك نوعان رئيسيان من لغات الإشارة في جزر ويندوارد. في المجتمعات التي تشهد معدلات مرتفعة من الصمم الخلقي، تتواجد لغات إشارة ريفية أو قروية. يستخدم كل من الصم والبكم هذه اللغات للتواصل، والتي يمكن تسميتها بلغات الإشارة الريفية، أو اللغات المشتركة، أو لغات الإشارة المجتمعية الصغيرة.
أما النوع الثاني، فهو لغات الإشارة الخاصة بمجتمع الصم، وهي لغات إشارة مشتركة بين مجتمع أكبر. تتشكل هذه اللغات عادةً مع إنشاء مدارس للصم، والتي تجمع الأطفال الصم من العديد من المناطق المختلفة.
بسبب نقص الموارد التعليمية في جزر ويندوارد، يعاني العديد من الأفراد الصم من تأخير في التواصل. وقد ابتكر البعض أشكالًا خاصة بهم للتواصل، مما أدى إلى اختراع لغات إشارة مختلفة في جزر ويندوارد لم تُحدد بعد من قبل اللغويين.

## لغات الإشارة

### بربادوس
في باربادوس، يستخدم الأفراد الصم وضعاف السمع لغة الإشارة الأمريكية (ASL) جنبًا إلى جنب مع الإشارات التي تمثل اللغة والثقافة الباربادوسية. ويستخدم العديد من الصم أيضًا لغة الإشارة في القرية.

### دومينيكا
في دومينيكا، لغة الإشارة الأمريكية (ASL) هي لغة الإشارة الأكثر شيوعًا. أما لغات الإشارة الأخرى فهي إما غير معروفة أو غير رسمية. اعتبارًا من عام 2011، كان هناك ما يقدر بنحو 75 إلى 320 شخصًا أصمًا يعيشون في دومينيكا.

### غرينادا
بُنيت أول مدرسة للصم في غرينادا في عام 1969. كانت إحدى المعلمات الأوائل امرأة كندية قامت بإدخال لغة الإشارة الأمريكية إلى الجزيرة. بعد رحيلها، واصل المعلمون الآخرون تعليم الطلاب لغة الإشارة الأمريكية.
يُقال إن الأشخاص الصم الذين تزيد أعمارهم عن 40 عامًا يستخدمون الإشارات والإيماءات المنزلية فقط. أما العديد من الأفراد الصم وضعاف السمع الذين تقل أعمارهم عن 40 عامًا، فيعرفون ويستخدمون لغة الإشارة الأمريكية بفضل مدارس الصم. وقبل إدخال لغة الإشارة الأمريكية، لم تكن هناك لغات إشارة غرينادية أصلية.

### مارتينيك
اعتبارًا من عام 2011، قدر الباحثون أن عدد الأشخاص الصم في مارتينيك يتراوح بين 400 و3200 شخص. مارتينيك هي منطقة فرنسية، حيث اللغة الرسمية هي الفرنسية. وتُعد لغة الإشارة الفرنسية (LSF) هي اللغة الأساسية المستخدمة في مارتينيك. وفقًا لجمعية اللغويات الكاريبية (SCL)، لا توجد مدرسة خاصة بالصم في مارتينيك، مما يضطر العديد من الأفراد إلى السفر إلى فرنسا للالتحاق بالمدارس والعودة للعمل بعد ذلك. ومع ذلك، لم يكن هذا الترتيب محبذًا من قبل سكان مارتينيك الصم، نظرًا للاختلاف الكبير بين الثقافتين الفرنسية والمارتينيكية. ومنذ عشرينيات القرن العشرين، بدأ الأفراد الصم في مارتينيك بالعمل معًا لتعزيز ثقافتهم ضمن لغات الإشارة التي يستخدمونها

### سانت لوسيا
لغة الإشارة الأكثر شيوعًا في سانت لوسيا هي لغة الإشارة الأمريكية (ASL). والبعض الآخر غير رسمي أو غير معروف لدى اللغويين.

### سانت فنسنت وجزر غرينادين
في سانت فينسنت وجزر غرينادين، لدى العديد من سكان الريف الصم لغات إشارة محلية خاصة بهم. في هذه المنطقة من جزر ويندوارد، لغات الإشارة الأكثر استخدامًا هي لغة الإشارة الأمريكية ولغة الإشارة الإنجليزية الدقيقة (SEE-II). بالإضافة إلى ذلك، لا يستخدم الأفراد الصم أو ضعاف السمع الذين تزيد أعمارهم عن 35 عامًا في سانت فينسنت لغة الإشارة لأن لغة الإشارة لم تُقدم في المنطقة إلا مؤخرًا. يعتمد العديد من الصم على إشارات المنزل للتواصل، ولا يتواصل كبار السن من الصم أو يتفاعلون مع غيرهم من الصم. يعيش هؤلاء الأفراد عادة في مناطق ريفية معزولة. إنهم غالبًا ما يفتقرون إلى الوصول إلى تعليم الصم أو لغة الإشارة المتطورة. وفقًا لمنظمة SIL International، وهي منظمة إنجيلية غير ربحية، "على الرغم من أن الصم أشاروا إلى أنه قد يكون هناك عدد قليل من العلامات المحلية وتعبيرات الوجه التي تقتصر على سانت فينسنت، إلا أنهم جميعًا أشاروا إلى أنهم نشأوا باستخدام "لغة الإشارة الأمريكية" التي تعلموها في المدرسة وأنه لا توجد "لغة إشارة سانت فينسنت".

### ترينيداد وتوباغو
يستخدم الأشخاص الصم في ترينيداد وتوباغو لغة الإشارة في ترينيداد وتوباغو (TTSL)، وهي لغة الإشارة الأصلية في المنطقة. ظهرت هذه اللغة حوالي عام 1943 عندما افتتحت أول مدرسة للصم في المنطقة، والتي تسمى مدرسة كاسكيد للصم. تدرس مدارس القرن الحادي والعشرين للصم لغة الإشارة الأمريكية (ASL) بدلاً من ذلك، لذلك فإن العديد من الصم من الجيل الأصغر سناً لا يستخدمون لغة الإشارة الأمريكية (TTSL) كثيرًا. عندما يتواصل الصم من سكان ترينيداد وتوباغو في جمعيات الصم، فإنهم عادة ما يخلطون بين لغة الإشارة الأمريكية ولغة التواصل التقليدية.

## المنظمات المحلية للصم
توفر العديد من المنظمات غير الربحية، مثل مؤسسة ستاركي للسمع، وجمعية ترينيداد وتوباغو لضعاف السمع، ومنظمة SIL الدولية، ومشروع جوشوا، وأخبار الصم الكاريبية، وجمعية باربادوس للمكفوفين والصم، خدمات للأفراد الصم وضعاف السمع في جزر ويندوارد.
يقوم موقع Caribbean Deaf News بتحميل المقابلات مع الصم في منطقة البحر الكاريبي، ومعلومات حول الأحداث الجارية، وتحذيرات الطقس على مواقع التواصل الاجتماعي. المنظمة نشطة على الفيسبوك واليوتيوب والانستغرام. لقد عملوا أيضًا مع إدارة الطوارئ في باربادوس (DEM) لتدريب المستجيبين الأوائل على لغة الإشارة حتى يتمكنوا من مساعدة الأفراد الصم أثناء حالات الطوارئ، مثل الأعاصير.
إس آي إل الدولية هي منظمة مسيحية إنجيلية غير ربحية تهدف إلى البحث وتوثيق اللغات في جميع أنحاء العالم. أحد أهدافهم الرئيسية هو ترجمة الكتاب المقدس المسيحي إلى أكبر عدد ممكن من اللغات حتى يتمكنوا من التبشير بين السكان الأصليين والمتحدثين باللغات الأقلية في جميع أنحاء العالم. لقد نشروا تقارير عن مجتمعات الصم في جزر ويندوارد.

### بربادوس
جمعية باربادوس للمكفوفين والصم هي جمعية خيرية مسجلة أنشئت بموجب قانون صادر عن البرلمان في عام 1957. وقد أسس بعد فترة وجيزة أول مدرسة للصم في باربادوس. وقد غُير اسم المدرسة فيما بعد إلى مدرسة إيرفينج ويلسون للمكفوفين والصم. كانت هذه المدرسة المؤسسة التعليمية الوحيدة للطلاب الصم في باربادوس اعتبارًا من عام 2011. يعمل مجلس باربادوس للأشخاص ذوي الإعاقة مع مواطني باربادوس ذوي الإعاقة، بما في ذلك الأشخاص الصم. إنهم يقدمون ترجمة لغة الإشارة ومعلومات عن الصمم.

### دومينيكا
تأسست جمعية دومينيكا للأشخاص ذوي الإعاقة (DADP) في عام 1983. ويقدم تدريبًا على لغة الإشارة والتواصل. ويساعد أيضًا الشباب الصم في العثور على عمل والاستعداد للعيش بمفردهم. تُمول الجمعية من خلال المنح والتبرعات وجمع التبرعات والإعانات الحكومية. يضم DADP أكثر من 400 عضو.

### مارتينيك
توفر العديد من المنظمات في مارتينيك خدمات للأفراد الصم وأسرهم. AMEIS، أو L'Association Martiniquaise pour l’Education et l’Insertion des Sourds تأسست من قبل آباء الأطفال الصم. توفر AMEIS التعليم بلغة الإشارة الفرنسية (LSF) وتدرب الأشخاص الصم على فرص العمل المستقبلية.
تقدم منظمة Surdus Antilles، ومقرها في فورت دو فرانس، دورات تعليمية في لغة الإشارة الأمريكية لكل من عامة الناس والمترجمين الفوريين. كما يقدمون شهادات لمترجمي لغة الإشارة الأمريكية.

### سانت فنسنت وجزر غرينادين
وجدت منظمة SIL International أن سانت فينسنت تفتقر إلى المنظمات الخاصة بالصم، على الرغم من أن بعض الصم يحضرون اجتماعات غير رسمية في المؤسسات الدينية.
عملت مؤسسة ستاركي للسمع، وهي منظمة غير ربحية مقرها في الولايات المتحدة، في غرينادا. هدفهم هو توفير أجهزة السمع للأشخاص الصم في جميع أنحاء العالم. قاموا بمهمة إلى غرينادا في عام 2019 لتوفير أجهزة السمع للصم في غرينادا. كما تعاونت مؤسسة ستاركي للسمع مع المنظمات والوزارات المحلية حتى يصبح المزيد من الصم في غرينادا على دراية بالخدمات التي تقدمها.

### ترينيداد وتوباغو
جمعية ترينيداد وتوباغو لضعاف السمع (TTAHI) هي منظمة غير ربحية تأسست في عام 1943. توفر TTAHI تعليم لغة الإشارة والترجمة للأفراد الصم وأسرهم والمدارس وأفراد الاستجابة الأولية. كما يقدمون العلاج المهني والمساعدة في التوظيف للأشخاص الصم.

## الحقوق المدنية
وقعت عدة بلدان في جزر ويندوارد على اتفاقية حقوق الأشخاص ذوي الإعاقة، وهي معاهدة الأمم المتحدة لحقوق الإنسان. وقعت دومينيكا على المعاهدة في عام 2007، ووقعت غرينادا على المعاهدة في عام 2010، ووقعت سانت لوسيا على المعاهدة في عام 2011. كما صادقت سانت فنسنت وجزر غرينادين، ودومينيكا، وبربادوس، وغرينادا، وترينيداد وتوباغو، وسانت لوسيا على اتفاقية حقوق الأشخاص ذوي الإعاقة. كما صادقت سانت فنسنت وجزر غرينادين وسانت لوسيا ودومينيكا على البروتوكول الاختياري لاتفاقية حقوق الأشخاص ذوي الإعاقة.
ومع ذلك، لا يزال الأشخاص ذوو الإعاقة في جميع أنحاء جزر ويندوارد يعانون من التهميش. تعتبر معدلات توظيف الأشخاص الصم منخفضة في ترينيداد وتوباغو وغرينادا. أولئك الذين لديهم وظائف يعملون عادة في الأعمال اليدوية ويواجهون صعوبة في اقتحام مجالات أخرى. بالإضافة إلى ذلك، أفاد الأشخاص الصم أنهم يتلقون أجورًا أقل من زملائهم الذين يسمعون.
يتمتع الأطفال الصم بإمكانية محدودة للوصول إلى التعليم والمدارس العامة. بالإضافة إلى ذلك، هناك عدد قليل من الصم الذين يلتحقون بالتعليم العالي، أو الأوساط الأكاديمية، أو المجالات المهنية. يفتقر العديد من الصم إلى التعليم الرسمي لأن والديهم يبقونهم في المنزل للمساعدة في الأعمال المنزلية.

## الكشف المبكر عن السمع
يمارس عدد قليل جدًا من أطباء السمع للأطفال المرخصين المهنة في منطقة جزيرة ويندوارد. ويمكن لأولئك الذين يقومون بذلك إجراء فحوصات السمع وتقديم الإحالات إلى معالجي النطق. بالإضافة إلى ذلك، يمكن لأطباء السمع للأطفال تجهيز الأطفال بأجهزة مساعدة على السمع أو زراعة القوقعة.

### الكشف المبكر عن ضعف السمع وفحصه
الكشف المبكر عن السمع والتدخل (EHDI) هو برنامج يساعد على ضمان تشخيص الأطفال حديثي الولادة والرضع والأطفال الصغار الذين يعانون من ضعف السمع أو الصمم في وقت مبكر لتلقي الرعاية التي يحتاجون إليها في المستقبل. لا يُنفذ EHDI على نطاق واسع في جزر ويندوارد. بسبب التكلفة والمعدل المرتفع لفقدان السمع الخلقي، يخضع عدد قليل من الأطفال الصغار لفحوصات السمع في منطقة البحر الكاريبي بشكل عام. وفقًا لدراسة أجريت عام 2020 بواسطة مجلة الكشف المبكر عن السمع والتدخل، فإن غرينادا ودومينيكا وسانت لوسيا وسانت فنسنت وجزر غرينادين إما كانت تفتقر إلى فحوصات السمع المبكرة أو كان لديها القليل من البيانات للإبلاغ عنها.

#### ترينيداد وتوباغو
ذكرت سياسة تعليم اللغة في ترينيداد وتوباغو أنه لم تكن هناك معلومات كافية عن الصمم وتعليم الصم لتشكيل أساس للسياسة العامة في البلاد. وفقًا لجمعية النطق واللغة وعلم السمع في ترينيداد وتوباغو، لا تتوفر خدمات السمع الشاملة في قطاع الصحة العامة. يمارس عدد قليل جدًا من أخصائيي السمع مهنتهم في الجزر. ومع ذلك، يمكن للوالدين إرسال أطفالهم لإجراء تقييم السمع للكشف عن فقدان السمع. إذا اكتشف أخصائي السمع فقدان السمع، فسوف ينصح الأسرة حول كيفية تأثير هذه الحالة على تواصل الطفل ومهاراته الاجتماعية ومحو الأمية والدراسة الأكاديمية. وقد يوصون أيضًا بتكنولوجيا السمع أو يقدمون إحالة إلى معالج النطق.

### تكنولوجيا السمع
في جزر ويندوارد، وفي منطقة البحر الكاريبي بشكل عام، يتلقى عدد قليل من الأطفال الصم زراعة قوقعة، أو أجهزة مساعدة على السمع، أو أي تقنية أو موارد أخرى قد يحتاجون إليها. في الواقع، تشير منظمة الصحة العالمية إلى أن أكثر من 5% من سكان العالم يعانون من فقدان السمع المسبب للإعاقة، وتمثل أمريكا اللاتينية ومنطقة البحر الكاريبي 9% من العبء العالمي لفقدان السمع المسبب للإعاقة. ومع ذلك، فإن بعض المنظمات، مثل مؤسسة ستاركي، تقدم تكنولوجيا السمع. على الرغم من أن الأطفال والآباء قد يكون لديهم إمكانية الوصول إلى المنظمات التي ستوفر لهم تكنولوجيا السمع، إلا أن العديد منهم يواجهون مشكلات في استخدام التكنولوجيا وإصلاحها.

## الحرمان اللغوي
يُعد الحرمان اللغوي – أي عدم التعرض للغة في سن مبكرة – عائقًا كبيرًا أمام تطور العديد من الأطفال الصم، إذ يحول دون اكتسابهم المهارات اللازمة للنجاح في المجتمع وفي البيئة المدرسية. وعلى الرغم من أن أي طفل قد يواجه هذا النوع من الحرمان، فإن الأطفال الصم معرضون له بشكل خاص نظرًا لعدم قدرتهم على معالجة اللغة المنطوقة كما يفعل الأطفال السامعون.
وفي جزر ويندوارد، يفتقر الباحثون إلى بيانات كافية حول تطور اللغة لدى الأطفال في سنواتهم الأولى، مما يصعّب تأكيد ما إذا كان الحرمان اللغوي منتشرًا في المنطقة. ووفقًا لمؤسسة برنارد فان لير، التي تُعنى بدراسة نمو الطفولة المبكرة، فإن هناك نقصًا في مراقبة ما يجري في مراكز مرحلة ما قبل المدرسة، حيث يتركّز الاهتمام غالبًا على الرعاية الأساسية أو توفير أدوات تمهّد للالتحاق بالتعليم الرسمي، بينما تُغفل المهارات الأساسية مثل التواصل، واللغة، والإبداع.
وعلى الرغم من قلّة الأبحاث حول تعليم الصم في جزر ويندوارد، يفترض بعض الباحثين أن الحرمان اللغوي موجود بالفعل في المنطقة – لا بسبب الأدلة المباشرة، بل بسبب غياب البحث والاهتمام الكافي بهذه القضية الجوهرية.
ويرى العديد من البالغين الصم في الجزر أن هناك حاجة إلى بذل المزيد من الجهود والعمل للتأكد من أن الأطفال الصم لديهم إمكانية الوصول المبكر إلى لغة الإشارة. وصف أحد مساعدي التدريس الصم في ترينيداد وتوباغو أحد المعلمين الطلاب الذي قال إنه بدأ الدراسة في المدرسة في سن الثانية عشرة فقط. قبل ذلك، لم يكن لديه إمكانية الوصول إلى نموذج لغة الإشارة. وصل الطالب إلى مدرسة الصم وهو يعاني من تأخر في مهارات التواصل، وكان لا بد من تعليمه أساسيات لغة الإشارة من الصفر.
يعد الافتقار إلى لغة الإشارة، وما ينتج عنه من تأخير في التواصل، أمرًا شائعًا في جزر ويندوارد. يحظى الأطفال الصم بفرص قليلة ويفتقرون إلى الدعم في منطقتهم. وفي الجزر، قد تقوم الوزارات والمنظمات غير الحكومية بمساعدة المحتاجين؛ ومع ذلك، فإن العديد من الأطفال الصم غير قادرين على الالتحاق بالمدرسة بسبب نقص المترجمين والمعلمين والموارد الضرورية الأخرى. علاوة على ذلك، هناك أماكن قليلة للغاية للحصول على تقنيات السمع، ويحتاج الأشخاص الصم إلى السفر لمسافات طويلة للحصول عليها أو إصلاحها. يقول العديد من الأفراد الصم أنه من الأسهل عدم إجراء عمليات زراعة القوقعة أو تقنيات السمع بسبب التكلفة والوقت والإزعاج. يتمتع عدد قليل من الأفراد الصم بإمكانية الوصول إلى موارد التعليم والتواصل المناسبة.

## التعليم الابتدائي والثانوي
وبالمقارنة بمناطق أخرى في العالم، هناك أبحاث قليلة للغاية حول تعليم الصم في جزر ويندوارد. واجهت المنطقة صعوبة في تنفيذ مبدأ المساواة في الوصول إلى التعليم الابتدائي والثانوي للأطفال الصم. تفتقر جزر ويندوارد إلى المتخصصين والأكاديميين الصم الذين يمكنهم المساهمة في تطوير تعليم الصم.

### ترينيداد وتوباغو
لا يحظى تعليم الصم بالدراسة الكافية في ترينيداد وتوباغو. وتشير سياسة الحكومة بشأن اللغة والتعليم اللغوي إلى أنه "لم تتوافر في أي وقت من تاريخ التعليم في البلاد معلومات كافية عن الصمم وتعليم الصم". في عام 1931، أظهر التعداد السكاني وجود 1126 شخصًا أصمًا في الجزر، وكان 74 منهم أيضًا بكم. ومع ذلك، لم تُفتتح مدرسة للصم إلا في عام 1943، عندما أسس الإنجليزي ف. و. جيلبي مدرسة كاسكيد للصم. ومع مرور الوقت، شهدت المدرسة زيادة في عدد الطلاب، مما دفع إلى إعادة بناء المدرسة في عام 1953 لاستيعاب المزيد من الطلاب.
لا توجد مدارس ما قبل المدرسة أو مدارس ثانوية للصم في ترينيداد وتوباغو. وفقًا لمنظمة الصمم والتعليم الدولية، توجد ثلاث مدارس فقط للصم في ترينيداد وتوباغو: مدرسة كاسكيد للصم، ومدرسة توباغو للصم وضعاف السمع واللغة، ومدرسة أودري جيفيرز للصم. جميعها مدارس ابتدائية. وفقًا لدراسة إثنوغرافية من ترينيداد وتوباغو، "في منطقة البحر الكاريبي، كان هناك فشل في نظام التعليم في إعداد الطلاب الصم للدخول الناجح إلى التعليم العالي ولا يزال عدد المهنيين والأكاديميين الصم منخفضًا." حوالي 5٪ من الأطفال الصم في البلاد لديهم آباء صم، وهم أكثر عرضة من الآباء السامعين للإشارة وتعريضهم للغة في سن مبكرة. ومع ذلك، فإن معظم الصم في ترينيداد وتوباغو لديهم آباء يسمعون وليس لديهم إمكانية الوصول إلى نموذج الإشارة الأصلي. ونتيجة لهذا التأخير في التواصل، يعاني الصم في ترينيداد وتوباغو من تأخيرات تعليمية. لا يتعلم معظم الطلاب الصم لغة الإشارة إلا في المدرسة الابتدائية.
أجرى باحثون دراسة عام 2021 للتحقيق في تأثير التعلم الإلكتروني خلال جائحة كوفيد-19 على طلاب المدارس الابتدائية والثانوية الصم في ترينيداد وتوباغو. رصدت هذه الدراسة المواد الدراسية والتواصل بين الطلاب الصم ومعلميهم ومترجميهم وأولياء أمورهم. وأظهرت الدراسة أن العديد من الطلاب الصم في كل من المدارس الابتدائية والثانوية واجهوا حواجز في التواصل. وقد أدت هذه الحواجز، مثل عدم القدرة على الوصول إلى الإنترنت أو ضعف الوصول إليه، إلى ظهور العديد من المشكلات. وقد أدت هذه الحواجز التعليمية إلى منع الطلاب الصم في المدارس الابتدائية والثانوية من الوصول إلى التعليم، مما أدى إلى تأخير التعلم.
منذ ثمانينيات القرن العشرين، دُمج بعض الطلاب الصم في المدارس العادية. وفقًا لمجلة أبحاث التعليم الكاريبية، أفاد العديد من الطلاب الصم الذين دُمجوا في النظام التعليمي أنهم شعروا بالعزلة بسبب نقص أقرانهم الصم. صرح العديد منهم أنهم يفضلون الالتحاق بمدرسة ثانوية خاصة للطلاب الصم.

### بربادوس
في باربادوس، يحقق العديد من الطلاب الصم مستويات تعليمية منخفضة للغاية في المدارس الثانوية لأنهم يدخلون المدرسة الثانوية بمهارات غير كافية في الحساب والقراءة والكتابة.
اويبدو أن معدل انتشار مشاكل النطق والسمع في المدارس الابتدائية العامة في باربادوس أعلى منه في البلدان المجاورة الأخرى. يعاني واحد من كل أربعة أطفال في باربادوس من صعوبات في الكلام أو السمع، مما يتسبب في ضعف أداء العديد من الصم في باربادوس أو عدم نجاحهم في المدارس الثانوية.
تعد مدرسة إيرفينج ويلسون للمكفوفين والصم حاليًا المؤسسة التعليمية الوحيدة للطلاب الصم في باربادوس، على الرغم من أن ثماني مدارس ابتدائية أخرى في جميع أنحاء البلاد تقدم أيضًا فصولًا تعليمية خاصة يمكن للطلاب الصم حضورها. تخدم المدرسة الطلاب الذين تتراوح أعمارهم بين 5 و 18 عامًا وتدمج لغة الإشارة الأمريكية (ASL) وبرايل والنصوص المطبوعة بحروف كبيرة في البرنامج الأكاديمي.

## التعليم العالي
لا يحظى العديد من الأفراد الصم في جزر ويندوارد بفرصة الالتحاق بالتعليم العالي. يحتفظ بعض الآباء بأطفالهم الصم في المنزل للمساعدة في الأعمال المنزلية. وفي حالات أخرى، قد لا تتمكن الأسرة من تحمل تكاليف تعليم طفلها. لا يتمتع العديد من الصم في جزر ويندوارد بالتعليم الأساسي اللازم للتقدم إلى مستويات أعلى. يرغب الكثيرون في التقدم إلى التعليم العالي لكنهم غير قادرين على القيام بذلك.

### غرينادا
لا يوجد سوى مدرستين في البلاد للطلاب الصم. وبسبب هذا، لا يستطيع العديد من الصم في غرينادا الحصول على التعليم العالي هناك، لذا يحاولون الحصول على التعليم العالي في الولايات المتحدة. ومع ذلك، فمن النادر أن ينجح شخص أصم في اجتياز امتحان القبول بالمدرسة الثانوية. وفقًا لـ SIL، يُسمح للأفراد الذين يجتازون امتحان القبول بالالتحاق بالمدرسة الثانوية أو التعليم العالي.

## توظيف
يعمل العديد من الأفراد الصم في جزر ويندوارد من المنزل، أو يقومون بالخياطة، أو يعملون في المصانع، أو يحصلون على وظائف أخرى لا تتطلب تعليمًا عاليًا. على الرغم من أنهم قد يعملون مع الأشخاص الذين يستطيعون السمع، إلا أنهم غالبًا ما يحصلون على أجر أقل من الأشخاص الذين يستطيعون السمع لنفس العمل. يخشى العديد من العمال الصم فقدان وظائفهم إذا اشتكوا.

### بربادوس
تعتبر البطالة مشكلة خطيرة بالنسبة للصم في باربادوس. قال رئيس جمعية "حياة جديدة للصم": "في الوقت الحاضر، لا يزال هؤلاء الأشخاص يجدون صعوبة في الحصول على عمل مُجدٍ، وعندما يحصلون عليه، غالبًا ما يتقاضون أجورًا أقل من غيرهم من العمال. حتى أن بعض أصحاب العمل يحرمهم من حق التوظيف بمجرد الاطلاع على استمارات طلباتهم، لمجرد إعاقتهم."

### غرينادا
يعمل الأفراد الصم في غرينادا عمومًا في المصانع أو في الشركات العائلية. قد يكون لديهم وظائف مرتبطة بالتكنولوجيا، أو الخياطة، أو التنظيف. يقول الأفراد الصم أن الأجر لا يعادل أجر الأشخاص الذين يسمعون، ولكنهم لا يملكون التعليم اللازم للحصول على وظيفة ذات أجر أفضل.

### سانت فنسنت
تحتوي سانت فينسنت على عدد صغير جدًا من الصم وكل فرد أصم معروف في سانت فينسنت لديه وظيفة. ومع ذلك، فإن هذه الوظائف ليست ذات أجور عالية لأن العاملين فيها يفتقرون إلى التعليم العالي.

### سانت لوسيا
يواجه الأطفال الصم في سانت لوسيا حواجز تعليمية، مما يؤثر على معدلات توظيفهم في مرحلة البلوغ. هناك فرص عمل قليلة جدًا للبالغين.

### ترينيداد وتوباغو
وفقا لمنظمة SIL International، فإن معدلات توظيف الأشخاص الصم في ترينيداد وتوباغو منخفضة. ويقول العديد من الصم وضعاف السمع إنهم لم يتلقوا تعليماً كافياً للحصول على وظائف. ويقتصر العديد منهم على المهارات التي تعلموها من خلال التدريب المهني. تتضمن هذه الأعمال النجارة وتنظيف المنازل وإصلاح الأثاث والطبخ والعمل في المصانع وغيرها من الأعمال اليدوية. يعمل عدد قليل جدًا من الأفراد الصم في ترينيداد وتوباغو في مكتب أو سياق تعليمي، ويقول معظمهم إنهم لا يستطيعون العثور على أي نوع من العمل الثابت. العديد من المشاركين في استبيان الصم  يشيرون إلى أنهم ينظرون إلى التعليم الأفضل باعتباره الوسيلة الرئيسية للعثور على عمل أفضل والحصول على الاستقلال.

## الرعاية الصحية
تتوفر في جزر ويندوارد خدمات صحية متنوعة، بما في ذلك خدمات الطوارئ الطبية مثل خدمات الطوارئ الطبية في جزر ويندوارد (WIEMS). ومع ذلك، يواجه العديد من الصم صعوبات في الوصول إلى الرعاية الصحية. غالبًا ما يواجهون تحديات في التواصل مع مقدمي الرعاية الصحية، مما يؤدي إلى تفاقم المشاكل الصحية. علاوة على ذلك، يعد الأفراد الصم أكثر عرضة للإصابة بالأمراض المنقولة جنسياً بسبب حواجز التواصل وانتشار المعلومات المضللة.

### ترينيداد وتوباغو
أقامت وزارة التنمية الاجتماعية والخدمات الأسرية شراكة مع جمعية ترينيداد وتوباغو لضعاف السمع في عام 2017 لتوفير أجهزة سمعية مجانية للصم. تعاونت كلتا الوكالتين مع مؤسسة ستاركي للسمع للتبرع بأجهزة السمع.

### غرينادا
توفر غرينادا الرعاية الصحية الأولية للمواطنين مجانًا، ولكن الأشخاص الذين يعيشون خارج غرينادا قد يجدون مستوى الرعاية أقل مما اعتادوا عليه. يُدار نظام الرعاية الصحية من قبل وزارة الصحة. تتولى وزارة الصحة توجيه السياسات والقرارات المالية لمرافق الصحة العامة الستة والثلاثين في البلاد. تنتشر المرافق بالتساوي في جميع أنحاء البلاد بحيث يكون كل منزل على بعد ثلاثة أميال من مقدم الرعاية الصحية. ومع ذلك، غالباً ما يجد الصم في غرينادا صعوبة في العثور على مترجم للتواصل بشكل صحيح مع المعلومات الطبية. العديد من الأطباء ومقدمي الرعاية الصحية غير مجهزين لرعاية الأفراد الصم أو ضعاف السمع.

## الحفاظ على اللغة وإحياءها
وبشكل عام، تعد لغات الإشارة معرضة للانقراض لأنه لا يمكن كتابتها دائمًا، ولأن مجتمعات الصم غالبًا ما تكون صغيرة مقارنة بمجتمعات السمع. في جزر ويندوارد، يتزايد استخدام لغة الإشارة الأمريكية، بينما يتناقص استخدام لغات الإشارة الكريولية والأصلية الأخرى. ومع ذلك، يبذل بعض الناس جهوداً للحفاظ على لغات الإشارة الأصلية حية.

### ترينيداد وتوباغو
نشأت لغة الإشارة في ترينيداد وتوباغو (TTSL) في الخمسينيات والستينيات من القرن العشرين عندما تأسست أول مدرسة للصم في البلاد. لقد أدى ظهور التلفزيون والإنترنت ووسائل التواصل الاجتماعي إلى تمكين الصم في ترينيداد وتوباغو من مشاهدة مقاطع فيديو لأشخاص يستخدمون لغات إشارة أخرى. وقد مكنت تقنيات الاتصال هذه أيضًا الأشخاص الصم من نشر اللغة. وبحسب جامعة جزر الهند الغربية، هناك خطر يتمثل في إمكانية اختفاء لغة TTSL، على غرار اختفاء اللغتين المنطوقتين Warao و Lokono من البلاد في السنوات الأخيرة. يستخدم العديد من الأشخاص لغة الإشارة الأمريكية (ASL) بدلاً من لغة الإشارة الأمريكية (TTSL). على سبيل المثال، وفقًا لمجلة أبحاث التعليم الكاريبي، "هناك فرقٌ حاد بين لغة الإشارة التي وضعها واستخدمها الصم في ترينيداد وتوباغو الذين التحقوا بالمدارس قبل عام ١٩٧٥، وهيمنة لغة الإشارة الأمريكية بين مستخدمي الإشارات الأصغر سنًا". وقد خلقت هذه المشكلة حواجز لغوية في جميع أنحاء البلاد، بالإضافة إلى فجوة بين كبار السن من الصم والفئة العمرية الأصغر سنًا. وقد ساهم التحرك نحو دمج الأطفال الصم في ترينيداد وتوباغو أيضًا في فقدان استخدام لغة الإشارة. في الماضي، تعلم الشباب لغة الإشارة من المتحدثين الصم الأكبر سنًا، ولكن العديد من الأطفال الصم اليوم ليس لديهم أي اتصال أو اتصال ضئيل مع المتحدثين الأكبر سنًا.
صرح رئيس منظمة تمكين الصم في ترينيداد وتوباغو قائلاً: "يعتقد البعض أن اختفاء لغة ترينداد وتوباغو (TTSL) لا يهم، لكنها ثمينة للغاية ويجب الحفاظ عليها واستمرارها. لقد جاء العديد من المبشرين من أمريكا حاملين لغة الإشارة الأمريكية، مما ضغط على لغة ترينداد وتوباغو، ولكن يجب ألا ندعها تختفي." لغة ترينداد وتوباغو (TTSL) هي اللغة الأساسية لمئات الصم في ترينيداد وتوباغو. وهي أيضًا مصدر فخر وتعبير عن الهوية الثقافية. في الواقع، انسحبت منظمة الصم في ترينيداد وتوباغو من المشروع الممول من الحكومة لإنتاج قاموس للغة الصم والبكم. وتحظى هذه اللغة باهتمام الأكاديميين لأنه من النادر تحديد الأصول الدقيقة للغة، وخاصة لغة الإشارة. تستمر جامعة جزر الهند الغربية، التي تقع في سانت أوغسطين، ترينيداد، في المساهمة في تعزيز استخدام TTSL. وفي الواقع، استضافت الجامعة ندوتين حول ثقافة الصم ولغة الإشارة في ترينيداد وتوباغو. كما تقدم أيضًا دروس TTSL.

### سانت فنسنت
ولم يكشف البحث الذي أجرته منظمة SIL International عن وجود أي لغات إشارة محلية أصلية في سانت فينسنت. يمكن لبعض الأشخاص الصم الوصول إلى قواميس لغة الإشارة الأمريكية من الولايات المتحدة. ومع ذلك، فمن الأرجح أن يستخدم الأشخاص الذين يسمعون هذه القواميس لتعلم مفردات لغة الإشارة الأمريكية. يتعلم الأطفال الصم لغة الإشارة الأمريكية فقط. عندما يجتمع الأشخاص الصم في الكنائس أو في المناسبات الأخرى، فإنهم يستخدمون لغة الإشارة الأمريكية. إن عدد الصم في سانت فينسنت صغير، وفي غياب لغة إشارة أصلية موجودة مسبقًا، فمن المرجح أن يستمر الصم في سانت فينسنت في استخدام لغة الإشارة الأمريكية.

### غرينادا
في غرينادا، أفاد الأفراد الصم أنهم جميعًا يستخدمون لغة الإشارة الأمريكية باستثناء ثلاث مجموعات من الصم: الجيل الأكبر سنًا الذين يتواصلون من خلال الإيماءات لأنهم لم يتعلموا لغة الإشارة أبدًا، والصم الذين تلقوا تعليمهم شفهيًا، والأفراد الصم المعزولين جغرافيًا والذين يستخدمون إشارات منازلهم الخاصة. وفقًا لمنظمة SIL International، فإن عددًا قليلًا من مدارس الصم لديها إمكانية الوصول إلى مواد لغة الإشارة الأمريكية في شكل قاموس أو فيديو. ومع ذلك، كان هناك كتاب إشارات نشرته مدرسة الصم في غرينادا، ولكن لا يوجد سوى عدد قليل من النسخ الورقية التي لا تزال متداولة، ولا توجد نسخ رقمية. بسبب عدم وجود أي لغة إشارة متطورة بخلاف لغة الإشارة الأمريكية في غرينادا، فمن المرجح أن يستمر الصم في غرينادا في استخدام لغة الإشارة الأمريكية.